# AFC Futsal Club Championship 2018
La AFC Futsal Club Championship 2018 è stata la 9ª edizione del torneo continentale riservato ai club di calcio a 5 vincitori nella precedente stagione del massimo campionato delle federazioni affiliate alla AFC. La competizione è iniziata il 1º agosto 2018 per finire il 12 dello stesso mese.

## Squadre partecipanti
Tutte le nazioni che partecipano schierano una sola squadra, per un totale di 16 squadre.

### Lista
I club sono stati ordinati in base al risultato della federazione nell'edizione precedente.

| Rank | Squadra                     | Urna |
| ---- | --------------------------- | ---- |
| 1/H  | Vamos Mataram               | 1    |
| 2/TH | Chonburi                    | 1    |
| 3    | Mes Sungun                  | 1    |
| 4    | Thái Sơn Nam                | 1    |
| 5    | Al-Sailiya                  | 2    |
| 6    | Al Dhafra                   | 2    |
| 7    | Nagoya Oceans               | 2    |
| 8    | Bank of Beirut              | 2    |
| 9    | Naft Al-Wasat               | 3    |
| 10   | Osh EREM                    | 3    |
| 11   | AGMK Olmaliq                | 3    |
| 12   | Dalian                      | 3    |
| 13   | Sipar Khujand               | 4    |
| 14   | Vic Vipers                  | 4    |
| 15   | Jeonju MAG                  | 4    |
| 16   | Victoria University College | 4    |

Note
- (TH) – Squadra campione in carica
- (H) – Squadra ospitante

### Formula
Le 16 squadre si affrontano in quattro gironi da quattro, sorteggiati il 18 maggio. Le prime due di ogni girone accedono alla fase finale ad eliminazione diretta.

## Fase a gironi

### Gruppo A
| Squadra                     | P.ti | G | V | N | P | GF | GS | DR  |
| --------------------------- | ---- | - | - | - | - | -- | -- | --- |
| Nagoya Oceans               | 9    | 3 | 3 | 0 | 0 | 14 | 1  | +13 |
| Vamos Mataram               | 4    | 3 | 1 | 1 | 1 | 11 | 8  | +3  |
| Dalian                      | 4    | 3 | 1 | 1 | 1 | 7  | 11 | -4  |
| Victoria University College | 0    | 3 | 0 | 0 | 3 | 3  | 15 | -12 |

| Arbitro: | Hussain Ali Al-Bahhar |

|                                                                                      |           |              |
| Zikri 5’ Bawana 7’ Himawan 8’, 37’ Anzar 10’ Sumawijaya 15’ Wossiry 31’ Aliefian 40’ | Marcatori | 29’ Tun Kyaw |

| Arbitro: | Vahid Arzpeyma Mohammreh |

|                                                             |           |                        |
| Hashimoto 10’, 22’ Yoshikawa 15’ Luizinho 24’, 33’ Ando 40’ | Marcatori | 39’ (rig.) Shen Siming |

| Arbitro: | Hawkar Salar Ahmed |

|                               |           |                                   |
| Diogo 22’, 32’ Li Zhiheng 36’ | Marcatori | 4’ Wossiry 38’ Bawana 40’ Himawan |

| Arbitro: | Khalil Balhawan |

|  |           |                                                |
|  | Marcatori | 13’ Hirata 16’ Ando 27’ Luizinho 36’ Nishitani |

| Arbitro: | Nurdin Bukuev |

|  |           |                                           |
|  | Marcatori | 8’, 26’ Hirata 23’ Luizinho 32’ Hashimoto |

| Arbitro: | Osama Saeed Idrees Sedaif |

|                                      |           |                          |
| Wang Hongwei 10’ Li Zhiheng 33’, 38’ | Marcatori | 4’ A. Zin Oo 40’ Min Soe |

### Gruppo B
| Squadra       | P.ti | G | V | N | P | GF | GS | DR  |
| ------------- | ---- | - | - | - | - | -- | -- | --- |
| Naft Al-Wasat | 7    | 3 | 2 | 1 | 0 | 11 | 5  | +6  |
| Thái Sơn Nam  | 6    | 3 | 2 | 0 | 1 | 17 | 8  | +9  |
| Al Dhafra     | 4    | 3 | 1 | 1 | 1 | 13 | 7  | +6  |
| Jeonju MAG    | 0    | 3 | 0 | 0 | 3 | 4  | 25 | -21 |

| Arbitro: | Anatoliy Rubakov |

|                                                                                 |           |                    |
| Trí 3’, 26’ Tobe 13’ Hoa 22’ Al-Tawail 25’, 37’ Tùng 28’ Vũ 29’ Sơn 34’ Phi 39’ | Marcatori | 23’ Cho Byung-girl |

| Arbitro: | Nurdin Bukuev |

|            |           |           |
| Fadaaq 24’ | Marcatori | 33’ Jabar |

| Arbitro: | Ebrahim Mehrabi Afshar |

|                                                  |           |                                   |
| Tavakoli 25’, 38’ Khalid 31’ Bahadori 32’ (pen.) | Marcatori | 2’ Tobe 36’ Phi 38’ (aut.) Khalid |

| Arbitro: | Yuttakon Maiket |

|                                  |           |                                                                                       |
| Kim In-woo 2’ Shin Jong-hoon 34’ | Marcatori | 8’, 9’, 26’, 33’ Fadaaq 14’ Y. Al-Hammadi 20’, 40’ Vassoura 27’ Hezam 38’ Al-Katheeri |

| Arbitro: | Ridzuan Rozali |

|                                      |           |                                  |
| Trí 9’ Phát 19’ Đắc Huy 36’ Hùng 40’ | Marcatori | 31’ Jamil 33’ Obaid 37’ Vassoura |

| Arbitro: | Vahid Arzpeyma Mohammreh |

|                                                      |           |                    |
| Tavakoli 10’, 40’ Khalid 11’ Bachay 13’, 33’ Ali 37’ | Marcatori | 40’ Shin Jong-hoon |

### Gruppo C
| Squadra    | P.ti | G | V | N | P | GF | GS | DR  |
| ---------- | ---- | - | - | - | - | -- | -- | --- |
| Chonburi   | 9    | 3 | 3 | 0 | 0 | 21 | 5  | +16 |
| Osh EREM   | 6    | 3 | 2 | 0 | 1 | 9  | 8  | +1  |
| Al-Sailiya | 3    | 3 | 1 | 0 | 2 | 7  | 13 | -6  |
| Vic Vipers | 0    | 3 | 0 | 0 | 3 | 6  | 17 | -11 |

| Arbitro: | Hiroyuki Kobayashi |

|                                                                                          |           |                       |
| Kritsada 1’, 23’, 29’ Xapa 19’, 23’ Nattawut M. 24’ Sorasak 25’ Jirawat 30’ Suphawut 30’ | Marcatori | Yazid 21’ 25’ Brauner |

| Arbitro: | Rey Ritaga |

|                |           |                                                 |
| Al-Suhaiqi 12’ | Marcatori | 24’ Kanetov 25’ Salimbaev 26’ Kazemi 26’ Alimov |

| Arbitro: | Fahad Al-Hosani |

|             |           |                                            |
| Kultaev 28’ | Marcatori | 3’, 8’, 23’ Suphawut 20’ Xapa 24’ Kritsada |

| Arbitro: | Kim Jong-hee |

|                             |           |                                                          |
| Alinejad 13’ Barrientos 38’ | Marcatori | 8’ Al-Mohannadi 17’ Golabvand 18’ Al-Shahwani 25’ Murilo |

| Arbitro: | An Ran |

|                                                                              |           |                                      |
| Suphawut 1’ Xapa 11’ Kritsada 16’ Nattawut M. 29’ Panat 31’, 38’ Sorasak 33’ | Marcatori | 21’ (aut.) Nattawut M. 39’ Al-Braidi |

| Arbitro: | Hussain Ali Al-Bahhar |

|                                             |           |                        |
| Kadyrov 2’ Alimov 7’ Salimbaev 23’ Taku 27’ | Marcatori | 26’ Alinejad 30’ Yazid |

### Gruppo D
| Squadra        | P.ti | G | V | N | P | GF | GS | DR  |
| -------------- | ---- | - | - | - | - | -- | -- | --- |
| Mes Sungun     | 9    | 3 | 3 | 0 | 0 | 21 | 4  | +17 |
| Bank of Beirut | 6    | 3 | 2 | 0 | 1 | 16 | 6  | +10 |
| Sipar Khujand  | 3    | 3 | 1 | 0 | 2 | 6  | 21 | -15 |
| AGMK Olmaliq   | 0    | 3 | 0 | 0 | 3 | 3  | 15 | -12 |

| Arbitro: | Trương Quốc Dũng |

| |           |                          |
| Bibudov 5’ (aut.) Hassanzadeh 8’ Taghizadeh 11’ Lotfi 15’ Fakhimzadeh 19’ Ezzati 23’ Tayebi 34’, 35’, 38’ | Marcatori | 30’ Hamidov 40’ Gulyakov |

| Arbitro: | Ryan Shepheard |

|                               |           |              |
| El-Dine 8’ Javid 9’, 22’, 39’ | Marcatori | 28’ Tojiboev |

| Arbitro: | An Ran |

|             |           |                                                                                             |
| Usmonov 14’ | Marcatori | 5’ Ezzati 9’, 9’, 27’, 40’ Tayebi 13’ Hassanzadeh 17’ Taghizadeh 19’ Fakhimzadeh 30’ Orouji |

| Arbitro: | Lee Po-fu |

|                       |           | |
| Jumaev 16’ Kuziev 23’ | Marcatori | 7’, 12’, 13’ Javid 10’ El-Dine 20’, 32’ Kobeissy 21’ Serhan 24’ Bello 36’ Tneich 40’ El-Homsi 40’ Koubeissi |

| Arbitro: | Ryan Shepheard |

|                                |           |           |
| Ezzati 9’, 30’ Fakhimzadeh 10’ | Marcatori | 31’ Javid |

| Arbitro: | Hawkar Salar Ahmed |

|              |           |                          |
| Sharipov 40’ | Marcatori | 27’ Vositzoda 29’ Kuziev |

## Fase a eliminazione diretta

### Tabellone
|  | Quarti di finale     | Quarti di finale |               |               | Semifinali                | Semifinali                |  |  | Finale | Finale |
|  |                      |                  |               |               |                           |                           |  |  |        |        |
|  |                      |                  |               |               |                           |                           |  |  |        |        |
|  |                      |                  |               |               |                           |                           |  |  |        |        |
|  | Nagoya Oceans        | 2                |               |               |                           |                           |  |  |        |        |
|  | Nagoya Oceans        | 2                |               |               |                           |                           |  |  |        |        |
|  | Thái Sơn Nam (dts)   | 3                |               |               |                           |                           |  |  |        |        |
|  | Thái Sơn Nam (dts)   | 3                | Thái Sơn Nam  | 6             |                           |                           |  |  |        |        |
|  |                      |                  | Thái Sơn Nam  | 6             |                           |                           |  |  |        |        |
|  |                      | Bank of Beirut   | 5             |               |                           |                           |  |  |        |        |
|  | Chonburi             | Bank of Beirut   | 5             | 7 (2)         |                           |                           |  |  |        |        |
|  | Chonburi             |                  |               | 7 (2)         |                           |                           |  |  |        |        |
|  | Bank of Beirut (dcr) | 7 (3)            |               |               |                           |                           |  |  |        |        |
|  | Bank of Beirut (dcr) | 7 (3)            | Thái Sơn Nam  | 2             |                           |                           |  |  |        |        |
|  |                      |                  | Thái Sơn Nam  | 2             |                           |                           |  |  |        |        |
|  |                      | Mes Sungun       | 4             |               |                           |                           |  |  |        |        |
|  | Naft Al-Wasat (dts)  | Mes Sungun       | 4             | 7             |                           |                           |  |  |        |        |
|  | Naft Al-Wasat (dts)  |                  |               | 7             |                           |                           |  |  |        |        |
|  | Vamos Mataram        | 4                |               |               |                           |                           |  |  |        |        |
|  | Vamos Mataram        | 4                | Naft Al-Wasat | 2             | Finale per il terzo posto | Finale per il terzo posto |  |  |        |        |
|  |                      |                  | Naft Al-Wasat | 2             | Finale per il terzo posto | Finale per il terzo posto |  |  |        |        |
|  |                      | Mes Sungun       | 3             |               |                           |                           |  |  |        |        |
|  | Mes Sungun           | Mes Sungun       | 3             | 8             | Bank of Beirut            | 5                         |  |  |        |        |
|  | Mes Sungun           |                  |               | 8             | Bank of Beirut            | 5                         |  |  |        |        |
|  | Osh EREM             | 3                |               | Naft Al-Wasat | 3                         |                           |  |  |        |        |
|  | Osh EREM             | 3                |               |               | 3                         |                           |  |  |        |        |
|  |                      |                  |               |               |                           |                           |  |  |        |        |
|  |                      |                  |               |               |                           |                           |  |  |        |        |

### Quarti di finale
| Arbitro: | Vahid Arzpeyma Mohammreh |

|                                                          |                      |                                                                 |
| Suphawut 1’, 21’, 23’, 41’ Jirawat 14’, 19’ Peerapat 17’ | Marcatori            | 5’, 10’ Hammoud 7’ Javid 8’, 15’ Kobeissy 18’ El-Dine 46’ Bello |
| Suphawut Jirawat Xapa                                    | Tiri di rigore 2 – 3 | Abou Zeid Bello Javid                                           |

| Arbitro: | Hiroyuki Kobayashi |

|                                                                                             |           |                                           |
| Hassanzadeh 1’ Sangsefidi 3’ Taghizadeh 5’, 13’ Orouji 8’ Askari 12’, 21’ Alimov 37’ (aut.) | Marcatori | 2’ (aut.) Sangsefidi 33’ U. Uulu 33’ Taku |

| Arbitro: | Osama Saeed Idrees Sedaif |

|                       |           |                    |
| Ando 6’ Nishitani 20’ | Marcatori | 18’, 21’ Trí 44’ Ý |

| Arbitro: | An Ran |

|                                                       |           |                                    |
| Jabar 1’, 34’, 41’ Bahadori 8’, 31’ Tavakoli 44’, 46’ | Marcatori | 11’, 40’ Wossiry 22’, 29’ Aliefian |

### Semifinali
| Arbitro: | Nurdin Bukuev |

|                         |           |                                      |
| Faisal 20’ Bahadori 37’ | Marcatori | 16’, 27’ Hassanzadeh 37’ Fakhimzadeh |

| Arbitro: | Ryan Shepheard |

|                                             |           |                                              |
| Hùng 19’, 29’ Tùng 33’ Tín 33’, 38’ Hoa 39’ | Marcatori | 3’, 21’ Hammoud 15’, 39’ Abou Zeid 40’ Javid |

### Finale 3º posto
| Arbitro: | Yuttakon Maiket |

|                                           |           |                          |
| Javid 6’, 34’, 35’ Bello 11’ Kobeissy 18’ | Marcatori | 3’ Khalid 12’, 22’ Jabar |

### Finale
| Arbitro: | Hiroyuki Kobayashi |

|               |           |                                                        |
| Hoa 5’ Vũ 18’ | Marcatori | 10’ Tayebi 12’, 23’ Fakhimzadeh 39’ (rig.) Hassanzadeh |

## Classifica marcatori
| Gol |  |  | Giocatore            | Squadra        |
| --- |  |  | -------------------- | -------------- |
| 12  |  |  | Mahdi Javid          | Bank of Beirut |
| 8   |  |  | Suphawut Thueanklang | Chonburi       |
| 8   |  |  | Hossein Tayebi       | Mes Sungun     |
| 6   |  |  | Farhad Fakhimzadeh   | Mes Sungun     |
| 6   |  |  | Ali Hassanzadeh      | Mes Sungun     |
| 6   |  |  | Hassan Ali Jabar     | Naft Al-Wasat  |
| 6   |  |  | Farhad Tavakoli      | Naft Al-Wasat  |
| 5   |  |  | Mohamed Fadaaq       | Al Dhafra      |
| 5   |  |  | Mohamad Kobeissy     | Bank of Beirut |
| 5   |  |  | Kritsada Wongkaeo    | Chonburi       |
| 5   |  |  | Nguyễn Minh Trí      | Thái Sơn Nam   |

## Premi
| Premio                       | Giocatore     |
| ---------------------------- | ------------- |
| Miglior giocatore del torneo | Mahdi Javid   |
| Scarpa d'Oro                 | Mahdi Javid   |
| Fair Play                    | Naft Al-Wasat |